# فیلیپ کراینوویچ
فیلیپ کراینوویچ (انگلیسی: Filip Krajinović؛ زادهٔ ۲۷ فوریهٔ ۱۹۹۲) یک تنیس‌باز اهل صربستان است.